# بيتانكوريا
بلدية بيتانكوريا (بالإسبانية: Betancuria) هي بلدية تقع في مقاطعة لاس بالماس التابعة لمنطقة جزر الكناري جنوب غرب إسبانيا.

## الديموغرافيا
بلغ عدد سكان بلدية بيتانكوريا 839 نسمة عام 2011 (وفقاً للمعهد الوطني للإحصاء الإسباني).
| 592 | 636 | 665 | 738 | 742 | 680 | 839 |

## معرض صور

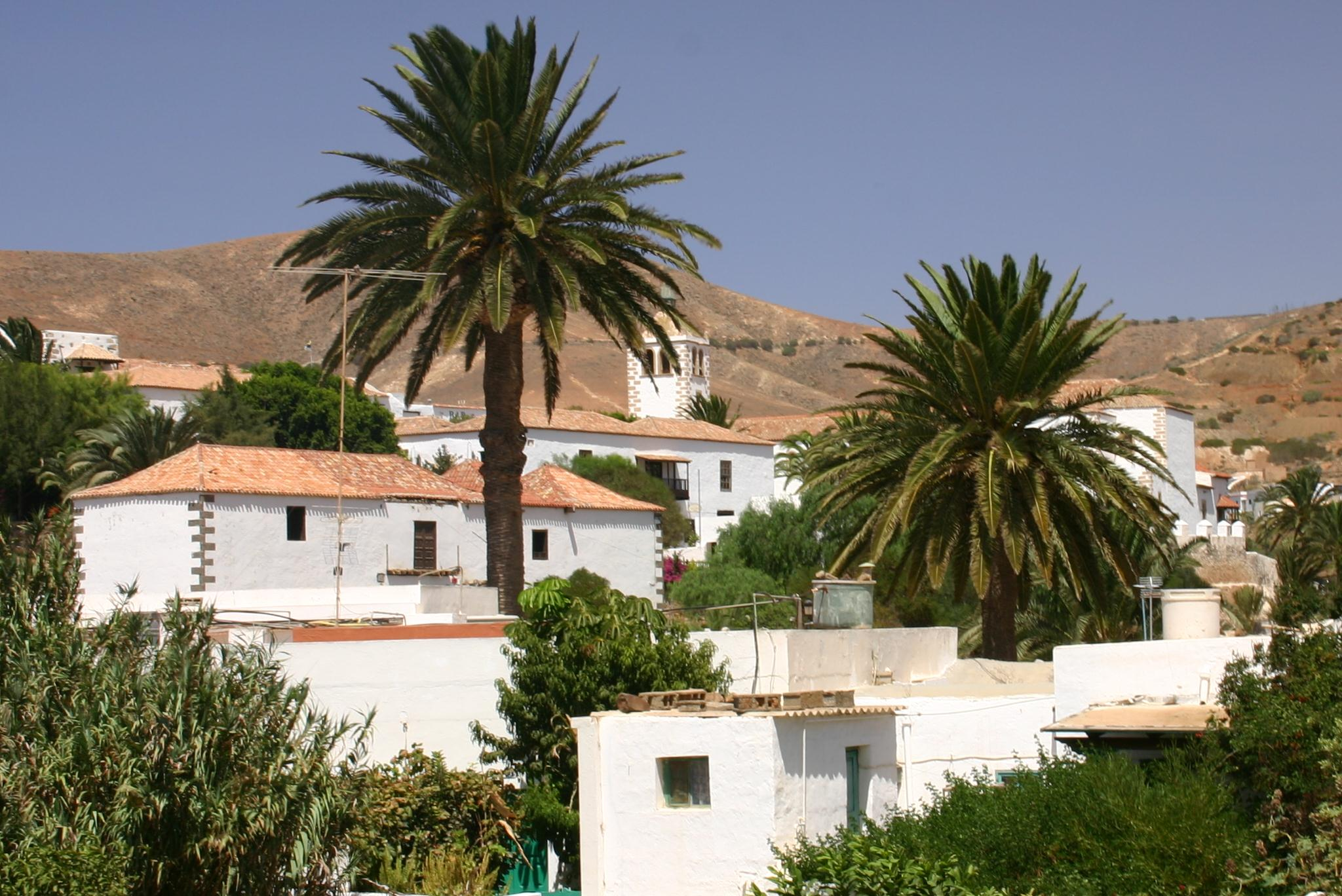
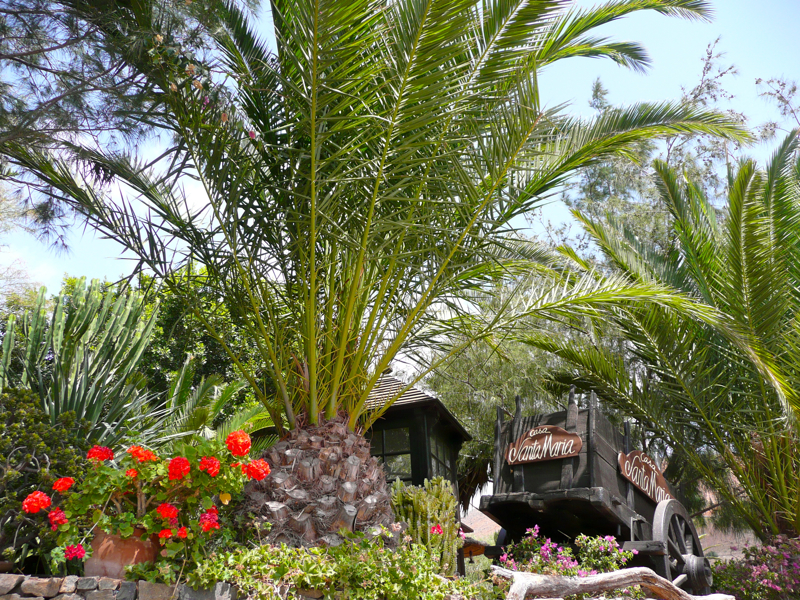
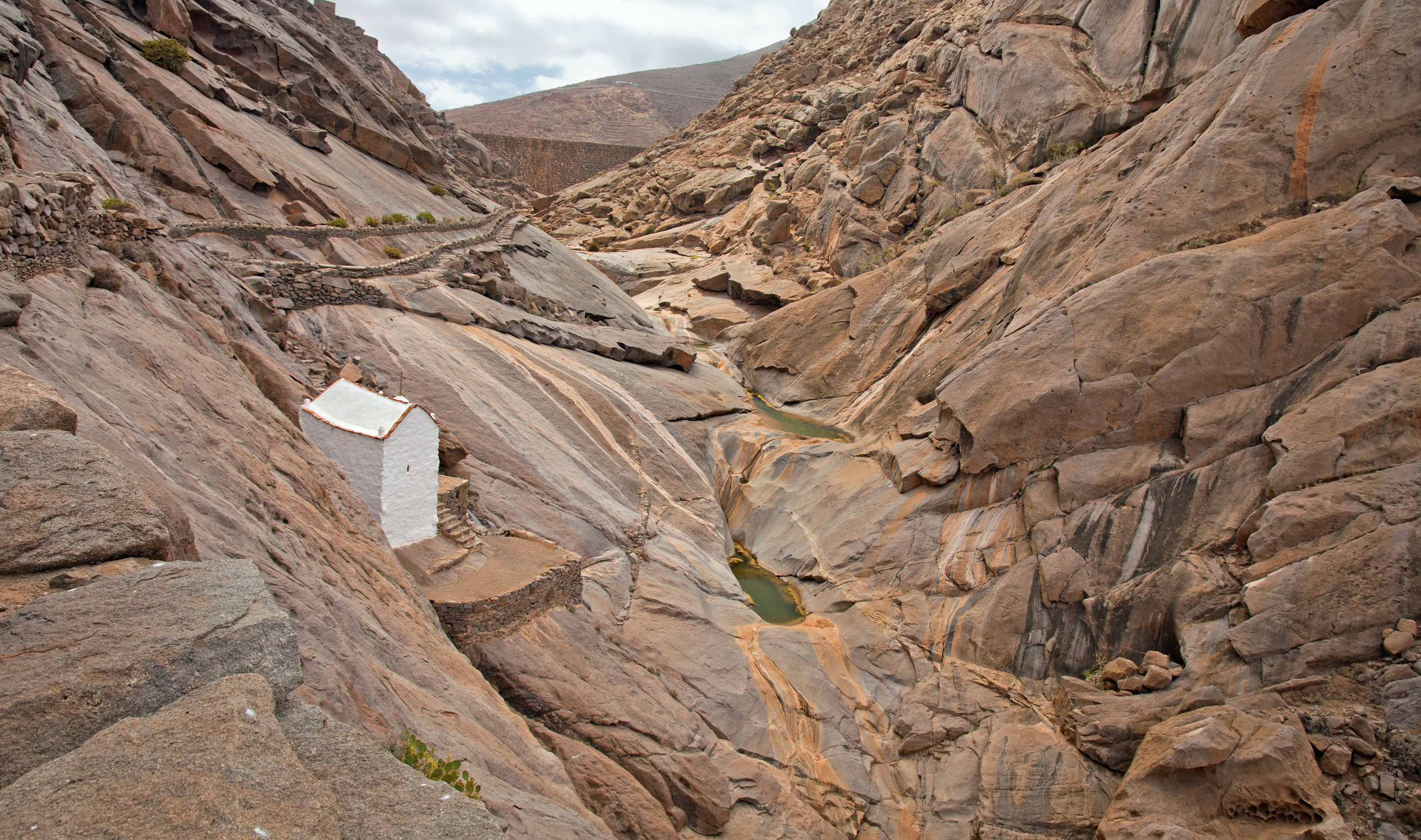
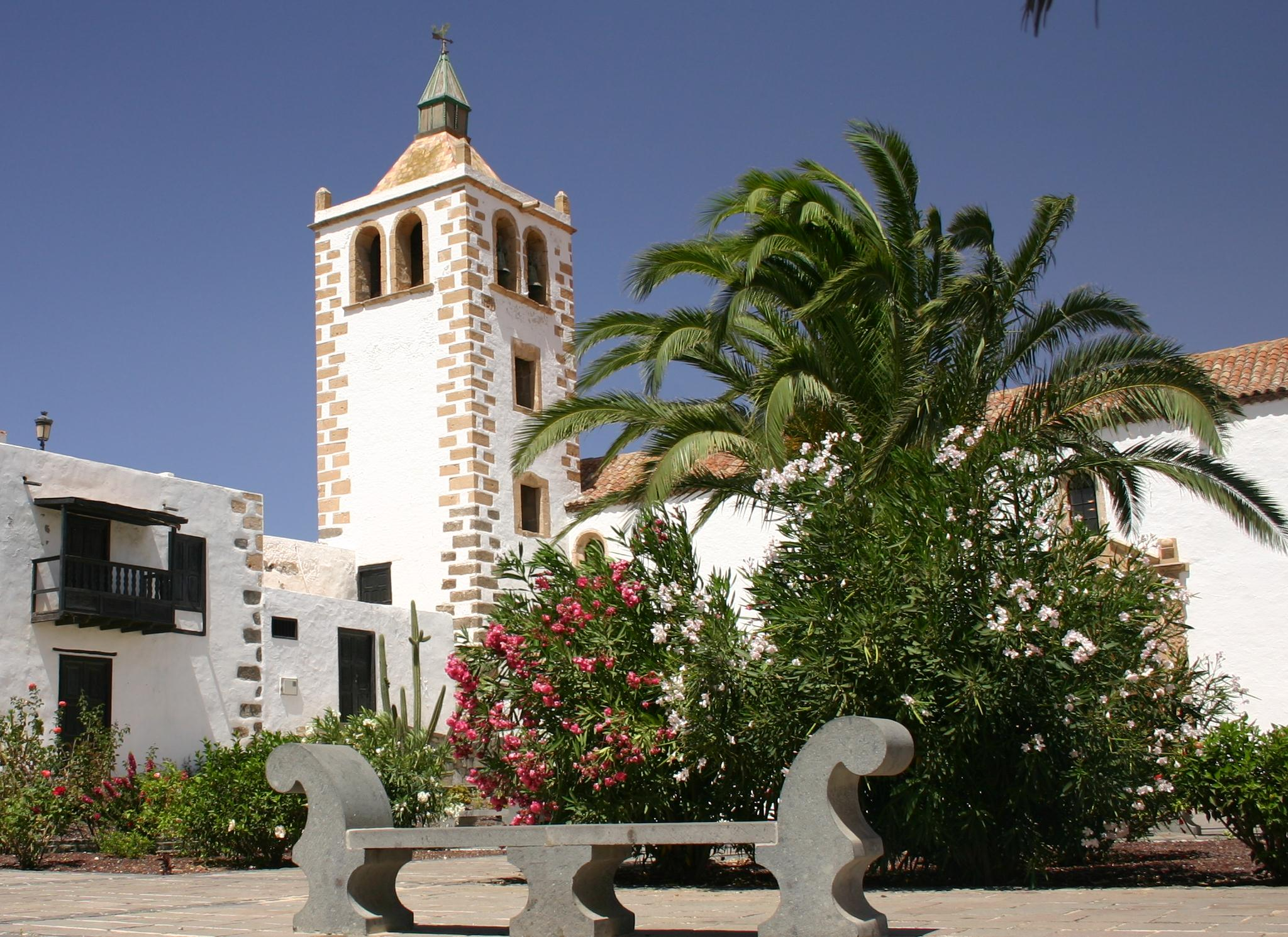
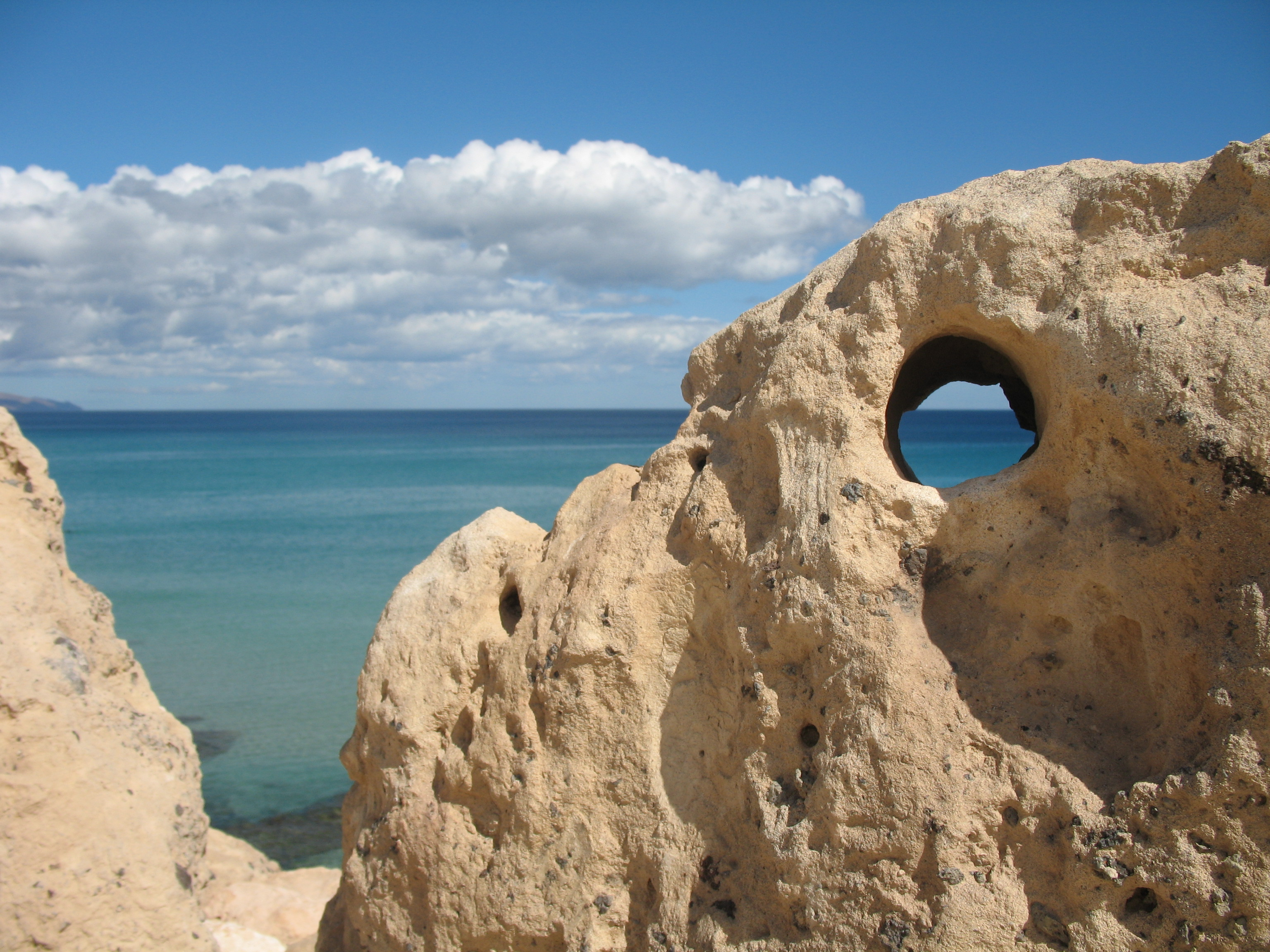